# العشرين (مسلسل)
العشرين هو مسلسل تلفازي عراقي عرض في عام 2025 من اخراج علي حديد وانتاج شركة (BMC) تم بثه في رمضان 2025
على قناة الرابعة
ويسلط "العشرين" الضوء على قصص ضحايا الحرب مع تنظيم الدولة في العراق قبل إعلان بغداد السيطرة التامة على البلاد عام 2017. ويتجاوز العمل حدود "العشرة" إذ يتناول مآسي 20 أسرة فقدت أبناءها في الحروب التي عاشتها البلاد، مسلطا الضوء على معاناتهم وآلامهم، وإصرارهم على المضي قدما رغم الجراح.
• الاء حسين
• خليل فاضل خليل
• انعام الربيعي
• فاطمة الربيعي
• هناء محمد